# Вайолет Джессоп
Вайолет Констанс Джессоп (англ. Violet Constance Jessop; 2 жовтня 1887, Баїя-Бланка, Аргентина — 5 травня 1971, Грейт-Ешфілд, Саффолк, Велика Британія) — стюардеса та медсестра океанських лайнерів судноплавної компанії «White Star Line». Була членом екіпажів та свідком інцидентів усіх трьох суден класу «Олімпік» — «Олімпіка», «Титаніка» та «Британіка». Одна із врятованих з «Титаніка», які свідчили про те, що чули у момент затоплення судна мелодію гімну «Ближче, Господи, до Тебе».

## Біографія
Вайолет Джессоп народилася 2 жовтня 1887 року в Баїї-Бланці, Аргентина, в сім'ї ірландських іммігрантів Вільяма та Кетрін Джессопів. Була старшою з-поміж дев'яти дітей, з яких шість дожили до дорослого віку. У дитинстві сама Вайолет перехворіла на туберкульоз. Коли їй було 16 років, через ускладнення після операції помер батько, а її сім'я переїхала до Англії, де вона відвідувала монастирську школу та доглядала наймолодшу сестру, оскільки матір працювала стюардесою на океанських лайнерах. Після того, як мати захворіла, Вайолет замінила її у роботі, влаштувавшись стюардесою в судноплавну компанію. У 1908 році у 21-річному віці вона стала працювати на компанію «Royal Mail Lines», розпочавши свою кар'єру із судна «Оріноко».

### Олімпік
У 1910 році Вайолет Джессоп перейшла до компанії «White Star Line», де працювала стюардесою на судні «RMS Olympic», яке було найбільшим та найрозкішнішим лайнером на той час. Джессоп була на борту «Олімпіка» 20 вересня 1911 року, коли він, відходячи від порту Саутгемптона, зіткнувся з британським військовим кораблем «HMS Hawke». Внаслідок інциденту ніхто з пасажирів та членів екіпажу не постраждав, а судно було зняте з рейсу та відправлене в ремонт на корабельню «Harland and Wolff» у Белфасті Загиблих не було, і попри пошкодження, корабель зміг повернутися до порту, не затонувши.

### Титанік
24-річною Джессоп разом із частиною екіпажу «Олімпіка» вирушила у перший рейс судна «RMS Titanic» 10 квітня 1912 року. За чотири дні, 14 квітня, судно зіткнулося з айсбергом у Північній Атлантиці, за дві години після чого затонуло. Внаслідок катастрофи «Титаніка» 1 517 осіб загинуло. Вайолет була однією із 706 людей, яким удалося врятуватися. У ході занурення судна, вона отримала наказ вийти на шлюпкову палубу, де з іншими бортпровідницями сіла в шлюпку № 16. У своїх мемуарах вона згадувала, що коли сідала в шлюпку, один з офіцерів передав їй на догляд малу дитину. Коли ж Вайолет опинилася на «RMS Carpathia», одна з жінок підскочила до неї, вихопила дитину і, не кажучи ні слова, втекла. Вайолетт подумала, що це була мати дитини.

### Британнік
Під час Першої світової війни Вайолетт служила медсестрою Британського Червоного Хреста. У 1916 році вона потрапила на борт судна «HMHS Britannic», реквізованого для військових цілей у «White Star Line». 21 листопада 1916 року судно підірвалося на міні. Внаслідок вибуху з правого борту із затопленими чотирма передніми відсіками «Британнік» все ще міг залишатися на плаву. Оскільки судно все ще рухалося, команда відмовилася спустити шлюпки до повної зупинки судна. Але, попри цю обережність, стався нещасний випадок. Два човни, спущені на воду, затягло гребним гвинтом. Під гвинтом загинула 21 особа. Вайолетт Джессоп була в одній з тих шлюпок, які затягло під гвинт, але вона встигла вистрибнути і врятувалася. Вона згадувала, що, рятуючись із судна, встигла прихопити свою зубну щітку, оскільки не встигла зробити цього під час порятунку з «Титаніка», і саме цього предмета їй найбільше не вистачало після того, як судно затонуло.

### Подальші роки
Після війни Вайолетт продовжила працювати на «White Star Line», але згодом перейшла до «Red Star Line», після чого повернулася на «Royal Mail Line». Працюючи в «Red Star», Вайолетт двічі здійснила навколосвітній круїз на лайнері «Бельгенланд». В кінці 30-х років ХХ ст. Вайолетт вийшла заміж, імовірно, за моряка, у шлюбі з яким дітей зареєстровано не було. У 1950 році переїхала до Грейт-Ешфілд в Саффолці, Велика Британія.
Вайолет Джессоп померла 5 травня 1971 року у Грейт-Ешфілді від серцевої недостатності у віці 83 роки.